# I. kationosztály
A Fresenius-féle kationosztályozás I. kationosztályába azok a fémionok tartoznak, amelyek reagens (2 M) salétromsavoldattal megsavanyított vizes oldatából a hozzáadagolt kén-hidrogénes víz hatására csapadék válik ki. A keletkező csapadék sem ammónium-szulfid-, sem KOH-oldatban nem oldódik fel.
Az ionok két alosztályba sorolhatók az alapján, hogy sósavval adnak-e fehér csapadékot vagy sem.
Az osztályba tartozó ionok:
- I.a (sósavval van csapadék) Pb2+, Ag+, Hg2+2
- I.b (sósavval nincs csapadék) Hg2+, Cu2+, Bi3+, Cd2+

## Ólomionok reakciói
- A vízben oldódó, nem komplex típusú, színtelen ólom(II)-vegyületek (nitrát, perklorát) vizes oldata hidrolízis révén savas kémhatású.
- NaOH. A reagens hatására leváló fehér színű ólom-hidroxid csapadék a reagens feleslegében tetrahidroxo-plumbát formájában könnyen oldódik: {\displaystyle {\ce {Pb(OH)2 + 2 OH- -> (Pb(OH)4)^{2-}}}}
  - Az ammónia feleslege a képződött ólom-hidroxid-csapadékot nem képes oldani.
  - H2S vagy (NH4)2S hatására fekete színű ólom(II)-szulfid válik le. A csapadékot négy részre osztjuk:
  - A csapadék reagens sósavban még melegítve sem oldódik.
  - A csapadékot nem oldja az ammónium-szulfid sem.
- Hasonlóan negatív a nátronlúgos oldási kísérlet is, noha az ólom hidroxokomplex-képző. Ez azt jelenti, hogy az ólom-szulfid lúgos közegben is leválasztható. Ez számítással is bizonyítható, sőt az is, hogy a reakció érzékenyebb.
- 30%-os salétromsav a csapadékot oldja: {\displaystyle {\ce {3 PbS + 2 NO3- + 8 H+ -> 3 Pb^2+ + 2 NO + 3 S + 4 H2O}}}

(A kén oxidációja szulfáttá és ólom-szulfát-csapadék leválása rendszerint elhanyagolható.)
- HCl. Fehér színű ólom-klorid csapadék válik le. A csapadékos oldatot melegítve a csapadék oldódik, lehűtve ismét kiválik. A csapadékot dekantálva mossuk, és kétfelé osztható:
  - A csapadék NaOH-oldatban oldódik: {\displaystyle {\ce {{PbCl2}+ 4 OH^{-}-> (Pb(OH)4)^{2-}}}}
  - Ammóniával változást nem tapasztalunk.
- KI. A reagens hatására sárga ólom-jodid-csapadék válik le. Az oldatot melegítve a csapadék feloldódik, lehűtéskor viszont az ólom-jodid igen szép, aranysárgán csillogó kristálylapocskák formájában válik ki ismét.
A csapadék a reagens kálium-jodid-oldat feleslegében nem oldódik. Ha viszont a leülepedett csapadékról az oldat zömét leöntjük, és a maradékhoz kis részletekben szilárd kálium-jodidot szórunk, a csapadék feloldódik:
{\displaystyle {\ce {PbI2 + 2 I- -> PbI4^{2-}}}}
- NaOCl. Nátronlúg kis feleslegével előállítjuk az ólom-hidroxidot, majd a csapadékos oldatot hipoklorittal főzzük. Barna színű ólom(IV)-oxid képződik:
{\displaystyle {\ce {Pb(OH)2 + ClO- -> PbO2 + Cl- + H2O}}}
- H2SO4. Az ólom-szulfát – hasonlóan az alkáliföldfém-szulfátokhoz – fehér csapadék. Megkülönbözteti azoktól a NaOH-oldatban való oldhatóság:
{\displaystyle {\ce {{PbSO4}{+}4 OH^{-}-> (Pb(OH)4)^2- + SO4^{2-}}}}
- K2CrO4. A reakcióban sárga színű ólom-kromát képződik. A csapadék két részre osztható:
  - A csapadék nem oldódik ecetsavban (hasonlóan a bárium-kromáthoz).
  - A csapadék (eltérően a bárium-kromáttól) nátronlúgban oldódik: {\displaystyle {\ce {PbCrO4 + 4 OH- -> (Pb(OH)4)^2- + CrO4^{2-}}}}

Az ólomionra jellemző az, hogy kloriddal, szulfáttal és kromáttal egyaránt csapadékot ad, s mindhárom oldódik nátronlúg feleslegében. Jellemző továbbá, hogy nem ammin-, de hidroxokomplexképző; hidroxidja tömény hidrogén-peroxiddal főzve barna ólom(IV)-oxiddá oxidálható.

## Ezüstionok reakciói
- Az ezüst-nitrát (perklorát, szulfát) vizes oldata erősen savas kémhatású, színtelen.
- NaOH. Barna színű ezüst(I)-oxid válik le, mely a reagens feleslegében nem oldódik.

2 Ag+ + 2 OH− → Ag2O + H2O
- NH3. Gyakorlatilag nem is válik le csapadék, hanem azonnal ezüst-diammin komplex képződik.
- H2S vagy (NH4)2S. Fekete színű ezüst-szulfid válik le.

A dekantálva mosott csapadékot kétfelé osztjuk:

 a, A csapadékhoz ammóniát, majd ammónium-szulfidot adva oldást nem észlelünk.

 b, A csapadék híg salétromsavban nem oldódik. Ha azonban a keverékhez tömény salétromsavat öntünk, s az oldatot megmelegítjük, a csapadék oldódik: 

3 Ag2S + 2 NO−3 + 8 H+ → 6 Ag+ + 3 S + 2 NO + 4 H2O
- HCl. Fehér színű, fényérzékeny ezüst-klorid válik le.

A dekantált, mosott csapadékot öt részre osztjuk:

 a, Salétromsavban oldhatatlan.

 b, A csapadék ammóniában könnyen oldódik: 

AgCl + 2 NH3 → [Ag(NH3)2]+ + Cl− 

Savanyítva a csapadék ismét leválik.

 c, A csapadék ammónium-karbonát-oldatban is oldódik, mert jelentős mértékben végbemenő sav-bázis reakcióban képződő ammónia koncentrációja a diammin-ezüst-ionok kialakulásához már elégséges.

NH+4 + CO2−3 → NH3 + HCO−3

d, A csapadék igen könnyen oldódik nátrium-tioszulfátban: 

AgCl + 2 S2O2−3 → Ag(S2O3)3−2 + Cl− 

e, Legkönnyebb az oldódás a kálium-cianidban:
AgCl + 2 CN− → [Ag(CN)2]− + Cl−
- KBr. A sárgásfehér ezüst-bromid oldhatatlanabb, mint az ezüst-klorid. Ezt jelzi, ha dekantálva mosott és négy felé osztott csapadékot az ezüst-kloridhoz hasonlóan vizsgáljuk, hogy

a, ammóniában nehezen, 

b, ammónium-karbonátban nem, 

c, nátrium-tioszulfátban könnyen, 

d, kálium-cianidban könnyen oldódik.
- KI. A sárga színű ezüst-jodid a legoldhatatlanabb ezüst-halogenid. Ennek megfelelően csak a legstabilisabb komplexet képző cianidionok hatására oldódik könnyen. A négyfelé osztott csapadék:

a, ammóniában gyakorlatilag nem, 

b, nátrium-tioszulfátban nehezen, 

c, kálium-cianidban könnyen oldódik. 

d, A csapadék negyedik részlete szilárd kálium-jodid hatására [a réz(I)- és ólom-jodidhoz hasonlóan] oldódik: 

AgI + I− → [AgI2]− 

Hígítással a csapadék ismét kiválasztható.
- KSCN. A fehér színű ezüst-rodanid csapadék tulajdonságaiban az ezüst-bromidhoz hasonlít, ennek megfelelően az oldódási reakciók is azonosak.
- Formaldehid. A formaldehid melegítéssel ammóniás ezüstoldatból fémezüstöt redukál:

2 [Ag(NH3)2]+ + HCHO + H2O → 2 Ag + HCOO− + 3 NH+4 + NH3 

Ha a reakciót gondosan zsírmentesített kémcsőben, óvatos melegítéssel végezzük, igen szép „ezüsttükröt” állíthatunk elő.
- Fémréz. Letisztított rézlemez felületén az ezüstoldat egy cseppje a fémhiganyhoz hasonló szürke, fémezüstfoltot ad. Eltérés: a folt hevítés hatására sem tűnik el.
- K2CrO4. Vörösbarna ezüst-kromát válik le, mely

a, híg salétromsavban (narancssárga színnel): 

2 Ag2CrO4 + 2 H+ → 4 Ag+ + Cr2O2−7 + H2O 

b, és ammóniában (citromsárga színnel): 

Ag2CrO4 + 4 NH3 → 2 [Ag(NH3)2]+ + CrO2−4 

egyaránt könnyen oldódik.
Az ezüstionokra jellemző, hogy kloridcsapadékuk ammóniában oldódik, majd ebből az oldatból savanyítással (ecetsavval vagy salétromsavval) ismét leválasztható. Barna oxidja nátronlúgban nem, de ammóniában oldódik. További jellegzetes reakció az ezüst-kromát leválaszthatósága és az ezüstionok könnyű redukálhatósága.

## Higany(I)-ionok reakciói
- Hidrolízis. Vízben a közönséges higany(I)-vegyületek közül csak a higany(I)-nitrát oldható, ill. az is csak salétromsav segítségével, így az oldat elég savanyú.
- NaOH. Diszproporcionálódás révén fémhigany és a higany(II)-oxid képződik:

Hg2+2 + 2 OH− → HgO + Hg + H2O
Feltételezhető azonban, hogy részlegesen fekete higany(I)-oxid is képződik: a csapadék perklórsavban közel maradék nélkül oldható.
- NH3. Diszproporcionálódás révén fémhigany és bázisos higany(II)-amido-nitrát képződik. Ez utóbbi savval (akár sósavval) a keverékből kioldható.
- H2S. Diszproporcionálódás révén fémhigany és higany(II)-szulfid képződik.
- HCl. A reagens hatására igen oldhatatlan, fehér színű higany(I)-klorid-csapadék (kalomel) válik le.

A leülepedett csapadékról az oldatot óvatosan leöntjük, s a fehér csapadékra ammóniát öntünk. A csapadék mélyfekete színűvé válik. 

Hg2Cl2 + 2 NH3 → Hg + HgNH2Cl + NH+4 + Cl−
- KI. Igen kis mennyiségű jodid hatására még jól észlelhető, hogy a leváló higany(I)-jodid-csapadék sárgászöld színű. Ha a jodid akár helyileg is feleslegbe kerül, a csapadék diszproporcionálódása miatt megszürkül:

Hg2I2 + 2 I− → Hg + HgI2−4
- A higany(I)-ionok – nem túl könnyen – képesek a permanganátionokat redukálni
- A redukciós reakciók értelemszerűen azonosak a higany(II)-ionok redukciós reakcióival.
- A higany(II)-ionok 9. reakciójaként említett, hevítés hatására végbemenő folyamatok a higany(I)-vegyületeknél is azonosak.

Mint a higany(II)-ionnak, a higany(I)-nek is jellemző kimutatása a rézlemezes próba.
Speciális higany(I)-kimutatásként a kalomelcsapadék és ammóniás reakciója említendő. Jellemző még, hogy bázisokkal reagálva fekete, a reagens feleslegében oldhatatlan csapadékok válnak le.

## Higany(II)-ionok reakciói
- A nem komplex típusú higany(II)-vegyületek (perklorát, szulfát, nitrát) vizes oldatai erősen savas kémhatásúak és színtelenek. A higany(II)-ion igen határozottan klorokomplexképző: indikátorpapírral kimutatható, hogy a higany(II)-klorid vizes oldata (mely fő tömegében [HgCl2] komplexformát tartalmaz) lényegesen kevésbé savanyú, mint pl. a higany(II)-nitráté.
- NaOH. A leváló sárga csapadék higany(II)-oxid:

HgCl2 + 2 OH− → HgO + 2 Cl− + H2O
- NH3. Szemben az összes többi esettel, az ammónia nem hidroxidos reagensként választja le a csapadékot, hanem a

HgCl2 + 2 NH3 → HgNH2Cl + NH+4 + Cl− 

folyamatban fehér színű higany(II)-amido-klorid válik le.
A csapadék híg ammóniában nem, de tömény ammóniában – főleg nitrátos közegből leválasztott bázisos higany(II)-amido-nitrát: Hg2O(NH2)(NO3) - amminkomplex képződése közben oldódik. 

A csapadék egyébként híg sósavban könnyen oldható: 

HgNH2Cl + 2 H+ + Cl− → HgCl2 + NH+4
- H2S. Ha higany(II)-klorid sósavas oldatába lassú ütemben vezetünk kénhidrogéngázt, először fehér, folyamatosan sötétedő, barna, majd végül fekete csapadékot kapunk.

A következő kísérleteinket hosszasabb kénhidrogéngáz bevezetésével leválasztott fekete színű, dekantálva alaposan kimosott higany-szulfiddal végezzük.
a, A csapadék még hosszabb időn át tartó melegítéssel sem oldható 30%-os salétromsavban. 

b, A csapadék királyvízben (tömény sósav és tömény salétromsav 3:1 arányú keveréke) vagy sósavban oldódik: 

HgS + 4 Br2 + 4 H2O → HgBr2−4 + SO2−4 + 4 Br− + 8 H+ 

c, (NH4)2S a csapadékot nem oldja. Ha azonban az oldatot nátronlúggal erősen meglúgosítjuk (növeljük a szulfidion-koncentrációt), a higany-szulfid ditio-merkurát-komplex formájában már oldódik: 

HgS + S2− → HgS2−2 

Az oldathoz savat adva a szulfidkoncentráció csökken, és ismét kiválik a higany-szulfid.
- KI. Jodidionok hatására vörös színű higany(II)-jodid csapadék válik le, mely a reagens feleslegében sárga színű komplexionok képződése közben könnyen oldódik:

HgI2 + 2 I− → HgI2−4
- CuI. A közel színtelen réz(I)-jodid-csapadék felületén kialakuló, vörös színű Cu2[HgI4]-csapadék már nagyon jól észlelhető. Közel specifikus és érzékeny reakció.
- SnCl2. Kis mennyiségű ón(II)-klorid fehér higany(I)-klorid csapadékot választ le:

2 HgCl2 + SnCl2−4 → Hg2Cl2 + SnCl2−6 

A reagens feleslegétől a csapadék megfeketedik:
HgCl2 + SnCl2−4 → 2 Hg + SnCl2−6
- Cu. A higanyionok még fémrézzel is redukálhatók.
- Hevítéskor valamennyi higanyvegyület szublimál vagy termikusan bomlik. A vizsgálatot jól húzó fülke alatt végezzük, mert minden (akár csak kismértékben is) oldódó higanyvegyület (és gőzei, valamint a fémhigany is) igen erős méreg.

A vízoldható higanyvegyületekre könnyű redukálhatóságuk, s a képződő fémhigany illékonysága a legjellemzőbb: a rézlemezes próba.
Nagyon jellemző a higany(II)-ionokra, hogy nátronlúggal színes, sárga csapadékot képeznek, mely a reagens feleslegében nem oldódik. A vörös színű jodidcsapadék képződése megfelelő módon igen szelektív és érzékeny kimutatás alapjául is szolgál. Ki kell emelni az ammóniás reakció – egyéb ionoktól eltérő – speciális lefutását is.

## Rézionok reakciói
- Hidrolízis. A réz(II)-szulfát (perklorát, nitrát stb.) vizes oldata savas kémhatású. A vizes oldatban létező tetraakva-réz(II)-ion jellemzően kék színű.
- NaOH hatására világoskék réz-hidroxid válik le.

A csapadék a reagens feleslegében nem oldódik. Melegítésre réz(II)-oxid képződése miatt megbarnul:
Cu(OH)2 → CuO + H2O
- NH3. A reakcióban képződő réz-hidroxid a reagens feleslegében intenzív kékesibolya színnel oldódik:

Cu(OH)2 + 4 NH3 → [Cu(NH3)4]2+ + 2 OH−
- H2S vagy (NH4)2S. Barnásfekete réz(II)-szulfid válik le. A dekantálva mosott csapadékot osszuk négy részre:

a, Ammónium-szulfid feleslegében a csapadék nem oldódik, de főzés hatására igen nehezen ülepedő (és szűrhető) keveréket kapunk: a csapadék peptizálódik. 

b, Hígított sósav a csapadékot nem oldja. 

c, Nem oldódik a csapadék ammóniában sem. Ha ehhez a keverékhez cianidot adunk, a csapadék feloldódik. (A reakció értelmezését lásd a 6. pontban.) 

d, 30% salétromsav a csapadékot oldja: 

3 CuS + 2 NO−3 + 8 H+ → 3 Cu2+ + 3 S + 2 NO + 4 H2O
- KI. Jodidionokkal redoxireakció megy végbe:

2 Cu2+ + 4 I− → 2 CuI + I2
Ha a képződött barna elemi jódot pl. tioszulfátionokkal redukáljuk:
I2 + 2 S2O2−3 → 2 I− + S4O2−6 

előtűnik a réz(I)-jodid sárgásfehér színe. 

A csapadékot – az ólom-jodidhoz hasonlóan – nagy mennyiségű kálium-jodiddal oldatba vihetjük: 

CuI + I− → [CuI2]−
- KCN. Legelőször ammóniafelesleggel, hígított és kis mennyiségű oldatban előállítjuk a tetrammin-réz(II)-komplexet.

Az intenzív kék színű oldat cianid hatására elszíntelenedik: 

2 [Cu(NH3)4]2+ + 9 CN− + H2O → 2 [Cu(CN)4]3− + OCN− + 2 NH+4 + 6 NH3 

A cianidos oldatból a réz egyszerűen nem mutatható ki: nem kapunk reakciót pl. ammónium-szulfiddal sem.
- K4(Fe(CN)6)-tal a réz(II)-ionok semleges vagy gyengén savas közegben vörösbarna csapadékot adnak. A csak rézfelesleggel előállítható, sztöchiometrikus Cu2[Fe(CN)6] válik le, azonban ez is hasonló színű.
- Redukció aldehidekkel. Ha réz-szulfát-oldatban borkősavat oldunk, s az oldatot nátronlúggal meglúgosítjuk, nem válik le réz-hidroxid csapadék, hanem az oldat ditartaráto-kuprát(II)-ionok képződése révén:

2 (CHOH)2(COOH)2 + Cu2+ + 4 OH− → [Cu((CHOH)2(COO)2)2]2− + H2O 

mélykék színűvé válik. 

Az oldatból enyhe redukálószerrel (pl. formaldehid) melegítésével réz(I)-oxidot választanak le: 

2 [Cu((CHOH)2(COO)2)2]2− + HCHO + 5 OH− → Cu2O + HCOO− + 4 (CHOH)2(COO)22− + 3 H2O 

A reakció az aldehid- (−CHO) csoport kimutatására általánosan használható, és mint Fehling-reakció ismert.
- Redukció elemi rézig. A rézvegyületek vizes közegből is könnyen redukálhatók pl. fémvassal:

Cu2+ + Fe → Cu + Fe2+ 

A kiváló, színes elemi réz – főleg fényes vasdróton – könnyen észlelhető.
- Lángfestés. A réz-halogenidek a nemvilágító Bunsen-lángot élénk zöldre festik. Legegyszerűbb kivitelezés: a vizsgálandó rézvegyületet tömény sósavval cseppentjük meg, s az anyagot platina dróton vagy akár vasdróton tartjuk lángba.

A réz(II)-komplexek (beleértve az akvakomplexet is) kivétel nélkül színesek. Jellemző továbbá, hogy kék hidroxidja nátronlúgban nem oldódik, melegítve sötétedik. A réz azonosítása szempontjából legfontosabb az ammóniás reakció: a tetraammin-réz(II)-ionok kék színe igen intenzív. Jellegzetesek a redukciós reakciók is.

## Bizmut-ionok reakciói
- Hidrolízis. A színtelen bizmutionok csak erősen savas oldatban léteznek.

a, Óvatos semlegesítést követően a bázisos bizmutcsapadék egyszerű vizes hígítás hatására is leválik. Különösen jelentős a hidrolízis halogenidek jelenlétében, a leválás sztöchiometrikus is lehet: 

Bi3+ + 2 OH- + Cl- → BiOCl + H2O 

b, Kvalitatív szempontból megbízhatóbb a reakció, ha a vizsgálandó oldathoz 1 cm³ nátrium-klorid tartalmú 1 mol*dm-3 nátrium-acetátot öntünk. A fehér, bázisos bizmut-acetát-klorid hidegen is leválik, az oldatot vízzel hígítva mennyisége növekszik. Dekantálás után kimutatható, hogy a csapadék ecetsavban oldhatatlan.
- NaOH. A fehér színű bizmut-hidroxid:

Bi3+ + 3 OH- → Bi(OH)3 

nátronlúg feleslegében nem oldódik.
- NH3. Ugyancsak bizmut-hidroxid válik le, mely ammónia feleslegében sem oldódik.
- H2S vagy (NH4)2S. Fekete színű bizmut-szulfid válik le:

Bi3+ + 3 H2S → Bi2S3 + 6 H+
A csapadékot dekantálva mossuk és három részre osztjuk.
a, Az első részlethez reagens sósavat adva kimutathatjuk, hogy abban még melegítésre sem oldódik. 

b, A csapadék (NH4)2S-ben sem oldódik. 

c, 30%-os salétromsavban melegítve a csapadék kénkiválás közben oldódik: 

Bi2S3 + 2 NO−3 + 8 H+ → 2 Bi3+ + 2 NO + 4 H2O
- KI. Kis mennyiségű jodid hatására fekete bizmut-jodid-csapadék válik le, mely a reagens feleslegében igen könnyen, barnásnarancs színű tetrajodo-bizmutát komplexionok képződése közben oldódik:

BiI3 + I- → BiI−4
- NaClO. Feleslegben vett nátronlúggal leválasztjuk a bizmut-hidroxidot, majd a fehéren csapadékos oldatot 1 cm³ nátrium-hipoklorit-oldattal forraljuk. A csapadék bizmut(V)-oxid-hidroxid képződése miatt megbarnul:

Bi(OH)3 + ClO- → BiO2(OH) + Cl- + H2O
- Na2[Sn(OH)4]. Lúgos közegben a tetrahidroxo-sztannát(II)-ionok a bizmut-hidroxidot fémbizmuttá redukálják:

Bi(OH)3 + 3 Sn(OH)2−4 → 2 Bi3+ + 3 Sn(OH)2−6
A bizmutionra jellemző az, hogy igen könnyen hidrolizáltatható, fehér hidroxidja sem nátronlúgban, sem ammóniában nem oldódik; fekete jodidcsapadéka van, mely jodidfeleslegben viszonylag könnyen oldódik.

## Kadmium-ionok reakciói
- A kadmium-szulfát (-klorid, -perklorát, -nitrát stb.) vizes oldata savas kémhatású és színtelen.
- NaOH. A leváló fehér kadmium-hidroxid-csapadék a reagens nátronlúg feleslegében sem oldódik.

- NH3. Ammónia hatására ugyancsak kadmium-hidroxid váli le, mely a reagens feleslegében könnyen oldódik:

Cd(OH)2 + 4 NH3 → Cd(NH3)2+4 + 2 OH-
- H2S. A sárga színű kadmium-szulfid kénhidrogénnel csak

gyengébben savas, legfeljebb néhány csepp sósavval savanyított közegből választható le.
A dekantálva mosott csapadékot négy részre osztjuk:
a, a csapadék nem oldódik ammónium-szulfidban, 

b, a csapadék nem oldódik ecetsavban, 

c, a csapadék 0,5 mol*dm-3-nél töményebb erős sav hatására kénhidrogén-fejlődés közben oldódik 

CdS + 2 H+ → Cd2+ + H2S 

d, bár a kadmium amminkomplex-képző, a kadmium-szulfid ammóniában nem oldódik.
- KI. Néhány csepp ammóniával éppen leválasztjuk a kadmium-hidroxidot, majd az oldatban kis részletekben szilárd kálium-jodidot oldunk. A csapadék komplexképződés közben oldódik:

Cd(OH)2 + 4 I- → CdI2−4 + 2 OH-
- KCN. Ugyancsak néhány csepp ammóniaoldattal gyengén ammóniás, de még oldatlan kadmium-hidroxidot is tartalmazó oldatot készítünk. Az oldathoz cianidoldatot csepegtetve a csapadék oldódását észleljük:

Cd(OH)2 + 4 CN- → Cd(CN)2−4 + 2 OH-
A lúgos cianidos oldathoz ammónium-szulfidot (vagy kénhidrogént) adva a komplex megbomlik, s leválik a sárga színű kadmium-szulfid: 

Cd(CN)2−4 + S2- → CdS + 4 CN-
Cianidos oldatból a réz-szulfid nem választható le. A reakció a kadmium réz melletti kimutatása során használható fel.
- Redukció fémekkel. A fémvas - szemben a fémcinkkel - a kadmiumot nem redukálja.

a, Ha a sósavas kadmiumoldatot cinkporral főzzük, majd megszűrjük, a szűrletben kadmiumot - pl. hidrogén-szulfiddal - nem tudunk kimutatni. 

b, Az előbbi reakciót megismételve (közel semleges oldatban) vasporral: a szűrletben a kadmiumionok kimutathatók.
A kadmiumra jellemző, hogy az egyetlen kation, mely híg ásványi savban és nátronlúgban egyaránt oldhatatlan, sárga színű szulfidcsapadékot képez. Lényeges, hogy nem hidroxo-, de amminkomplex-képző. Felhasználható az is, hogy fémcinkkel sósavas közegből kiredukálható, fémvassal (közel semleges oldatból) ezzel szemben nem.